# Dino Monduzzi
Dino Monduzzi (Brisighella, 2 aprile 1922 – Città del Vaticano, 13 ottobre 2006) è stato un cardinale e vescovo cattolico italiano.

## Biografia
Subito dopo le scuole elementari entrò nel seminario di Faenza dove frequentò il ginnasio, il liceo classico ed i corsi di teologia. Fu ordinato sacerdote dal vescovo di Faenza, Giuseppe Battaglia, il 22 luglio 1945. Trasferitosi a Roma completò gli studi In utroque iure alla Pontificia Università Lateranense.
Dal 1952 fu impegnato in attività dell'Azione Cattolica in Calabria e Sardegna; si trasferì poi in Abruzzo presso l'Ente di Riforma Agraria del Fucino.
Nel maggio 1959 fu nominato segretario dell'Ufficio del Maestro di Camera di papa Giovanni XXIII. Nel 1967, a seguito della riforma Regimini Ecclesiae universae di papa Paolo VI, divenne Segretario e Reggente del Palazzo Apostolico.
Il 18 dicembre 1986 papa Giovanni Paolo II lo nominò prefetto della Casa Pontificia e contestualmente vescovo titolare di Capri; fu egli stesso a consacrarlo vescovo il 6 gennaio 1987 nella Basilica di San Pietro in Vaticano, coconsacranti i cardinali Eduardo Martínez Somalo e José Tomás Sánchez.
Lasciò l'incarico di prefetto il 7 febbraio 1998 e nel concistoro del 21 febbraio successivo fu nominato cardinale della diaconia di San Sebastiano al Palatino.
Morì il 13 ottobre 2006 dopo lunga malattia, all'età di 84 anni.
Il funerale venne celebrato il 16 ottobre alle ore 17 all'Altare della Cattedra della basilica di San Pietro in Vaticano da papa Benedetto XVI e le sue spoglie furono traslate nella tomba di famiglia presso il cimitero del paese natio.

## Genealogia episcopale
La genealogia episcopale è:
- Cardinale Scipione Rebiba
- Cardinale Giulio Antonio Santori
- Cardinale Girolamo Bernerio, O.P.
- Arcivescovo Galeazzo Sanvitale
- Cardinale Ludovico Ludovisi
- Cardinale Luigi Caetani
- Cardinale Ulderico Carpegna
- Cardinale Paluzzo Paluzzi Altieri degli Albertoni
- Papa Benedetto XIII
- Papa Benedetto XIV
- Papa Clemente XIII
- Cardinale Enrico Benedetto Stuart
- Papa Leone XII
- Cardinale Chiarissimo Falconieri Mellini
- Cardinale Camillo Di Pietro
- Cardinale Mieczysław Halka Ledóchowski
- Cardinale Jan Maurycy Paweł Puzyna de Kosielsko
- Arcivescovo Józef Bilczewski
- Arcivescovo Bolesław Twardowski
- Arcivescovo Eugeniusz Baziak
- Papa Giovanni Paolo II
- Cardinale Dino Monduzzi